# Adam Kills Eve
Adam Kills Eve ist eine 2006 in Florenz gegründete Post-Hardcore-/Metalcore-Band.

## Geschichte

### Anfänge
Adam Kills Eve wurde 2006 in Florenz gegründet und begann bereits kurz nach der Gründung mit den Aufnahmen ihrer EP SeaSons, die 2007 veröffentlicht wurde. Sie begannen Konzerte in der Toskana zu geben. Es folgten erste Konzerte in anderen Regionen Italiens. 
Nachdem die Gruppe mehrfach Konzerte innerhalb Italiens gegeben hatte, zog sich die Gruppe in der zweiten Hälfte des Jahres 2008 in die Bro Studios in Turin zurück, wo die Arbeiten an ihrer zweiten EP begannen. Die EP erschien 2009 unter dem Titel They Almost Killed Us with Their Hypocrisy über dem italienischen Label Sober Society. Auf der Sober Society Tour, die die Gruppe gemeinsam mit Upon This Dawning absolvierte, wurde die EP offiziell veröffentlicht.
Nachdem die Gruppe mehrfache Besetzungswechsel hinter sich gelassen hatte, spielte die Gruppe am 4. September 2011 erstmals auf einem nationalen Festival, dem I-Day-Festival in Bologna. Am 22. Oktober 2011 spielte Adam Kills Eve gemeinsam mit Tasters in Legnano.

### Das Debütalbum:The Interruption System
Adam Kills Eve nahm am Rock am Ring Bandcontest teil, wo die Gruppe in der ersten Runde auf dem 270. Platz landete und ausschied. Insgesamt nahmen insgesamt 393 Bands teil.
Die Gruppe arbeitete im Jahr 2012 an ihrem Debütalbum, dass den Titel The Interruption System trägt und ursprünglich noch im Jahr 2012 veröffentlicht werden sollte. Das Album sollte ein Konzeptalbum werden. In einem Interview mit Freak Promotions heißt es, dass dieses Album von Helio di Nardo, welcher mit The Electric Diorama arbeitete, produziert wird. Es unterscheidet sich von den beiden bisher erschienenen EPs in der Hinsicht, dass auch eine Vorproduktion stattgefunden hat. Am 27. Juli 2012 wurde das erste Stück des Albums als Lyric-Video online gestellt. Dieser Song heißt Maybe in Space. Das Video wurde von Tommy Antonini, dem Gitarristen der Band Tasters, produziert.
Am 14. Oktober 2012 spielte Adam Kills Eve mit Hopes Die Last in Conegliano. Am 3. Januar 2013 gab die Gruppe direkt mehrere Neuigkeiten bekannt. Das Debütalbum, The Interruption System, ist bereit zur Veröffentlichung. Zudem soll in den nächsten Tagen eine neue Single als Lyric-Video herausgebracht werden und eine Italien-Tour stattfinden. Zudem wurde bekannt, dass Andrea Bugiani die Gruppe verlassen habe und durch Francesco Agozzino als Gitarrist ersetzt wird. Die Single Ms. Destruction wurde am 18. Januar 2013 veröffentlicht. Einen Tag später erschien das Debütalbum The Interruption System als CD und Download bei ITunes und Amazon. Zwischenzeitlich wurde die Compilation We Are Louder Than You über das neugegründete Tochterlabel von Redfield Records, Redfield Digital, veröffentlicht. Die Gruppe ist mit dem Titel Paralysis 2.0 aus dem Debütalbum auf dieser Compilation vertreten. Ebenfalls sind Seventribe, My Autumn und Scream Your Name auf dieser Veröffentlichung zu hören. Der Gesamterlös wurde der Hardcore Help Foundation gespendet. Am 13. April 2013 spielt die Gruppe als Hauptsupport für Awaken Demons.
Die Gruppe unterschrieb einen Plattenvertrag mit dem 2012 gegründeten Label Go With Me Records aus Japan. Dort stehen unter anderem Bands wie Her Bright Skies, Fail Emotions, One Morning Left und Hills Have Eyes für den japanischen Markt unter Vertrag. Seit dem 21. August 2013 ist das Album in Japan erhältlich. Es erhielt eine Kritik von der japanischen Ausgabe, des Alternative Press. Am 21. November spielte die Gruppe als Vorband für The Color Morale und Chiodos im Rahmen der „Road to the Warped Tour UK“-Tour in Calenzano.

### Of Time
Im Oktober des Jahres 2016 veröffentlichte die Band mit Of Time ihre inzwischen dritte EP. Es folgte eine Tournee durch mehrere Städte in Italien. Zwischen dem 24. und dem 29. Januar 2017 wird die Band erstmals im Vereinigten Königreich spielen.
Derzeit besteht Adam Kills Eve aus Federico Bini (Gesang), Giovanni Macca (Gesang, Gitarre), Oscar Gigli (Schlagzeug), Francesco Agozzino (Gitarre) und Alessandro Gavazzi (Bass).

## Stil
Die Gruppe spielt einen Post-Hardcore-ähnlichen Sound, die mit den Elementen des Metalcore gemischt werden. In manchen Songs sind auch Einflüsse aus der elektronischen Musik, wie etwa dem Trance heraushörbar.

## Diskografie

### EPs
- 2007: SeaSons (Eigenproduktion)
- 2009: They Almost Killed Us with Their Hypocrisy (Sober Society)

### Alben
- 2013: The Interruption System (Eigenproduktion, Digital via Nerdsound Records)
- 2016: Of Time

### Kompilationen
- 2013: We Are Louder Than You (mit dem Stück Paralysis 2.0, Redfield Digital)

### Musikvideos
- Ready Steady Save the World
- Maybe in Space (Lyrics-Video)
- Ms. Destruction (Lyrics-Video)